# ميليسا كولينز
ميليسا كولينز هي لاعبة كرة الماء كندية، ولدت في 25 سبتمبر 1976 في مونتريال في كندا.

## وصلات خارجية
- ميليسا كولينز على موقع الاتحاد الدولي للسباحة (الإنجليزية)
- ميليسا كولينز على موقع اللجنة الأولمبية الدولية (الإنجليزية)
- ميليسا كولينز على موقع أوليمبيديا (الإنجليزية)
- ميليسا كولينز على موقع اللجنة الأولمبية الكندية (الإنجليزية)